# 谢尔盖·阿赫罗梅耶夫
谢尔盖·费奥多罗维奇·阿赫罗梅耶夫（俄语：Сергей Фёдорович Ахромеев；1923年5月5日—1991年8月24日），苏联军事人物，1983年被授予苏联元帅军衔。他任苏军第一副参谋长时制定了苏联－阿富汗战争的军事计划，后曾于1984-1988年担任总参谋长。1991年八一九事件之后，阿赫罗梅耶夫在办公室内自杀。

## 生平
谢尔盖·费奥多罗维奇·阿赫罗梅耶夫出生于苏联统治下的俄罗斯莫尔多瓦偏僻乡村，早年失去父母。
1940年从莫斯科第一海军专门学校毕业，进入列宁格勒伏龙芝高等海军学校学习，第一个学期结束后，1941年7月军校学员作为海军步兵在列宁格勒方面军参战，参与了列寧格勒圍城戰，1941年12月受伤入院治疗。1942年8月入读阿斯特拉罕步兵学校中尉速成班。同年毕业，任后备第197团步兵排长，在第28集团军编成内转战斯大林格勒方面军、南方面军、乌克兰第四方面军。1943年在连长任上加入联共（布尔什维克）。随后任该团的步兵营副营长。1944年任自行火炮第14旅摩托化冲锋枪营营长。1945年毕业于红军装甲和机械化部队自行火炮高等军官军校。
1945年6月，任SU-76自行火炮师师长助理。1945年9月，巴库军区独立第14坦克团训练中心的坦克营长。1947年2月，外高加索军区机械化多管火箭炮第31师第14重型坦克自行火炮团ISU-122自行火炮营营长。1952年斯大林装甲坦克和机械化兵军事学院毕业。1952年7月任滨海军区第39集团军坦克自行火炮第190团参谋长。1955年8月在远东军区任坦克团团长。1956年12月上校军衔。1957年12月白俄罗斯军区坦克第36师副师长兼参谋长，1960年12月任该师师长。1964年4月晋升坦克兵少将。1967年毕业于总参军事学院。1967年7月任坦克第8集团军参谋长兼第一副司令。1968年10月任白俄罗斯军区坦克第7集团军司令员。1969年2月晋升中将。1972年5月任远东军区参謀長兼第一副司令。1973年完成总参军事学院的最高学术课程。
1974年3月任副总参谋长，分管作战。1979年2月第一副总参谋长，晋升大将。1981年至1983年擔任中央候補委員。1983年6月至1990年7月擔任中央委員。1983年晋升苏联元帅。1984年9月至1988年11月擔任总参謀長兼国防部第一副部长。1989年2月退役，並任苏联最高苏维埃主席团主席顧問。1990年3月擔任苏联总统顧問。
1991年8月24日晚10时许，阿赫罗梅耶夫的尸体被发现于其位于克里姆林宫的一间办公室中。他生前留下了五张手写纸条，随后上吊自杀。9月1日，墓地被盗，包括其元帅服和各个奖章在内都被盗贼窃走。

## 榮譽

### 蘇聯
|  | 蘇聯英雄金星獎章：1982年7月5日                                                      |
|  | 列寧勳章：1971年2月23日、1978年2月21日、1980年4月28日、1982年5月7日                 |
|  | 十月革命勳章：1988年1月7日                                                          |
|  | 紅旗勳章：1920年7月25日、1921年5月11日、1930年2月22日、1944年3月11日、1947年6月11日 |
|  | 紅星勳章：1943年9月15日、1956年12月30日                                             |
|  | 一級衛國戰爭勳章：1985年6月4日                                                      |
|  | 三級在蘇聯武裝力量中為祖國服務勳章：1975年4月30日                                   |
|  | 弗拉基米爾·伊里奇·列寧誕辰一百週年紀念獎章                                          |
|  | 戰功獎章                                                                            |
|  | 守卫苏联国界有功奖章                                                                |
|  | 保衛莫斯科獎章                                                                      |
|  | 保衛史達林格勒獎章                                                                  |
|  | 保衛列寧格勒獎章                                                                    |
|  | 1941-1945年偉大衛國戰爭戰勝德國獎章                                                 |
|  | 1941-1945年偉大衛國戰爭勝利二十週年獎章                                             |
|  | 1941-1945年偉大衛國戰爭勝利三十週年獎章                                             |
|  | 1941-1945年偉大衛國戰爭勝利四十週年獎章                                             |
|  | 鞏固戰鬥友誼獎章                                                                    |
|  | 苏维埃陆军海军三十周年奖章                                                          |
|  | 蘇聯武裝力量四十週年獎章                                                            |
|  | 蘇聯武裝力量五十週年獎章                                                            |
|  | 蘇聯武裝力量六十週年獎章                                                            |
|  | 蘇聯武裝力量七十週年獎章                                                            |
|  | 列寧格勒建城兩百五十週年獎章                                                        |
|  | 莫斯科建城八百週年獎章                                                              |
|  | 一級圓滿服役獎章                                                                    |
|  | 蘇聯武裝力量老兵獎章                                                                |
|  | 列宁奖：1980年                                                                      |